# Épouse ma veuve
Pour plus de détails, voir Fiche technique et Distribution.
Épouse ma veuve est un court métrage français réalisé par Maurice Cam, sorti en 1951.

## Synopsis
Le pauvre Bertrand se meurt. Du moins, c'est ce qu'il croit. C'est aussi ce que croit sa femme qui, repentante, décide de tout avouer à son mari : elle l'a trompé avec son meilleur ami Fernand. Malheureusement pour elle, Bertrand n'était pas si mourant que cela. Il se rétablit même tout à fait...!

## Fiche technique
- Réalisation : Maurice Cam
- Scénario : Max Glass (sous le nom d'E. Raymond), Georges Chaperot
- Production : Les Productions Max Glass
- Producteur : Max Glass
- Musique : Georges Tzipine
- Pays d'origine :  France
- Format :  Noir et blanc - 1,37:1 - 35 mm - Son mono
- Genre : court-métrage comique
- Durée : 23 minutes
- Dates de sortie : 1951
- Visa d'exploitation : N° 11132, délivré le 20 avril 1951

## Distribution
- Henri Vilbert
- Christiane Delyne : la femme de Bertrand
- Raymond Cordy
- Georges Vitray
- Germaine Grainval